# Машини творення: Прийдешня ера нанотехнології
Машини творення: прийдешня ера нанотехнологій — книга про молекулярну нанотехнологію, яку 1986 року написав Ерік Дрекслер спільно з Марвіном Мінські. Книгу перевидано 2007 року. Перекладено японською, французькою, іспанською, італійською, російською та китайською мовами.

## Опис
У книзі розповідається про нанотехнології, які Річард Фейнман описав у своїй промові «Внизу багато місця» 1959 року. Ерік Дрекслер показує світ, де вся Бібліотека Конгресу може поміститися на чип розміром зі шматочок цукру і де універсальні асемблери, крихітні машини, які можуть будувати об'єкти атом за атомом, можна використовувати для всього, зокрема й як медичні роботи, які допомагають очищати капіляри подібно до скруберів, які видаляють забруднювадбні речовини з повітря. У книзі Дрекслер вперше вводить термін «сірий слиз» і пропонує один зі сценаріїв того, що може статися, якщо молекулярну нанотехнологію використати для створення некерованих самовідтворюваних машин. Серед тем книги також модель гіпертексту, яку розробив проєкт Xanadu, та ідеї продовження життя. Дрекслер дотримується мальтузіанської точки зору на експоненціальне зростання, описане в статті «Межі зростання». Він також пропагує захист від небезпек із космосу, стверджуючи, що, оскільки Всесвіт нескінченний по суті, життя може уникнути меж зростання, визначених Землею. Дрекслер підтримує форму парадоксу Фермі, стверджуючи, що, оскільки немає доказів існування неземних цивілізацій, то «на даний момент, і, можливо, назавжди, ми можемо будувати плани на майбутнє, не піклуючись про межі, встановлені іншими цивілізаціями».

## Институт Сингулярності
У зв'язку з опублікуванням «Машин творення» Дрекслер заснував першу спільноту для підготовки людей до молекулярної нанотехнології. Дрекслер зробив незвичний крок: добився від видавця дозволу включити в книгу поштову скриньку Інституту Сингулярності, організації, яка тоді ще не існувала.

## Наносистеми (1992)
Книга Дрекслера, «Наносистеми: молекулярні машини, виробництво та обчислення» (1992) є технічною обробкою аналогічних матеріалів. У ній описано умови хімічних, термодинамічних та інших обмежень, що накладаються на нанотехнології та виробництва.

## Машини творення 2.0 (2007)
Оновлену версію книги, Машини творення 2.0, що включає недавні роботи і публікації, опубліковано як безкоштовну електронну книгу 8 лютого 2007 року.

## Критика
Книги та теорії, які Дрекслер описав, виявилися предметом дискусій. Вчені, такі як лауреат Нобелівської премії Річард Смолі і відомий хімік Джордж Вайтсайдс, висловлювали особливу критику. Смолі брав участь у відкритих дебатах із Дрекслером, критикуючи його погляди, за те, що той переоцінював роль наноасемблера. Інші, такі як футуролог Рей Курцвейл, який значною мірою спирається на неї у своїх публікаціях, позитивно поставилися до книги. У своїй книзі «Сингулярність уже близько», Курцвейл докладно критикує погляди Смолі з нанотехнологій.